# Осипов Іван Васильович
Іван Васильович Осипов (21 травня 1905, село Шугурово Ардатовського повіту Симбірської губернії, тепер Великоберезниківського району, Мордовія, Російська Федерація — 20 лютого 1963, місто Саранськ, тепер Мордовія, Російська Федерація) — радянський діяч, 2-й секретар Мордовського обкому ВКП(б), 1-й секретар Саранського міськкому КПРС. Депутат Верховної ради СРСР 2—4-го скликань.

## Біографія
Народився в селянській родині. З 1914 по 1917 рік навчався в сільській школі села Шугурово, а влітку працював пастухом.
З 1919 до 1929 року — пастух сільського товариства. У 1929—1931 роках — лісник Семкінського навчального лісопромислового господарства Мордовської автономної області.
З 1932 року — голова колгоспу імені Качанова Великоберезниківського району Мордовської АРСР; завідувач відділу кадрів Дубенського районного земельного відділу Мордовської АРСР. Член ВКП(б).
З 1934 до 1938 року навчався в Мордовській вищій комуністичній сільськогосподарській школі
У 1938—1940 роках — 1-й секретар Саранського міського комітету ВКП(б)?.
У 1940—1943 роках — 1-й секретар Краснослободського районного комітету ВКП(б) Мордовської АРСР.
У 1943—1944 роках — заступник завідувача відділу кадрів Мордовського обласного комітету ВКП(б).
У 1944—1950 роках — 1-й секретар Ардатовського районного комітету ВКП(б) Мордовської АРСР.
У 1950 році — 1-й секретар Саранського міського комітету ВКП(б) Мордовської АРСР.
У вересні 1951 — 1952 року — 2-й секретар Мордовського обласного комітету ВКП(б).
У 1952—1954 роках — 1-й секретар Саранського міського комітету КПРС Мордовської АРСР.
У 1954—1962 роках — голова Мордовської обласної ради професійних спілок.
Помер 20 лютого 1963 року в місті Саранську.

## Нагороди
- орден Леніна
- орден «Знак Пошани»
- медаль «За доблесну працю у Великій Вітчизняній війні 1941—1945 рр.»
- медалі